# Биджа (река)
Биджа́ (хак. Піӌі) — река в Усть-Абаканском районе Хакасии (Россия), левый приток Енисея, впадает в Красноярское водохранилище.

## Описание
Длина — 37 км, площадь водосборного бассейна — 587 км². Протекает в западной части Минусинской котловины. Исток — родники, выходящие из-под скалы на южном склоне Биджинского хребта в 1 км к северу от окраины села Вершино-Биджа. Правый склон долины реки — Подкунинские горы. Устье в виде небольшого залива, расположено в 0,6 км южнее с. Мохов. Абсолютная высота истока — 580 м, устья — 243 м. Биджа имеет 8 притоков длиной от 0,2 до 18,2 км. В питании реки в течение года значительный объём занимают источники подземных вод. Средний годовой сток — 13,0 млн м³.
В годовом ходе водного режима наблюдаются: весеннее половодье (15—20 % годового стока), дождевые паводки, летне-осенняя и зимняя межень. Половодье обычно начинается в конце марта и продолжается около 30 дней. В период летне-осенней межени отмечаются дождевые паводки (июль — август). В середине октября отмечаются первые ледовые явления (забереги); ледостав устанавливается в среднем на 150 дней. Долина имеет двухстороннюю трёхуровневую пойму. 2 водохранилища суммарным объёмом 1,95 млн м³. Водные ресурсы используются для орошения, обводнения пастбищ, рекреации. Общее водопотребление не превышает 7 % годового стока реки (около 0,9 млн м³). Среднегодовой расход воды в верховье — 0,34 м³/с.

## Данные водного реестра
По данным государственного водного реестра России и геоинформационной системы водохозяйственного районирования территории РФ, подготовленной Федеральным агентством водных ресурсов:
- Бассейновый округ — Енисейский
- Речной бассейн — Енисей
- Речной подбассейн — Енисей между слиянием Большого и Малого Енисея и впадением Ангары
- Водохозяйственный участок — Енисей от впадения реки Абакан до Красноярского гидроузла